# Ajuntament de Calafell
L'Ajuntament de Calafell és una obra del municipi de Calafell (Baix Penedès) protegida com a bé cultural d'interès local.

## Descripció
És un edifici compost de tres plantes separades per cornises. Els baixos presenten dues portes laterals i una central separades per finestres, ambdues; totes aquestes obertures són allindanades i damunt tenen unes motllures que formen columnes i un arc rebaixat fet de maó. La segona planta consta d'un balcó central amb barana de ferro forjat de tres portes balconeres. A cada costat hi ha un balcó d'una sola porta balconera. Aquí també totes les obertures tenen la mateixa decoració que el baixos. La tercera planta presenta cinc portes balconeres amb barana de ferro forjat, llinda i la decoració típica. L'edifici és rematat per una cornisa sobresortida i una estructura corba que té un ull de bou al centre. El cos central vertical de la façana és més sobresortida que la resta. Els materials emprats són de pedra i de maó (en la decoració).

## Història
La "universitat" o ajuntament de Calafell tingué una sèrie d'institucions municipals nascudes al poble en la segona meitat del segle xv. Podem destacar el "Consell general" integrat per 26 membres i que controlava l'organització municipal. El batlle era elegit cada tres anys pel consell del poble. Les seves funcions eren fer justícia i cobrar els impostos. En 1681, Carles II donà un privilegi general al poble de Calafell per tal que les funcions de batlle, davant la seva absència, pugui exercir-les el "jurat de cap".